# Abzeichen für „Vorbildliche Arbeit“ (MdI)
Das Abzeichen für „Vorbildliche Arbeit“ war eine im Fachbereich des Ministeriums des Innern (MdI) der Deutschen Demokratischen Republik (DDR) verliehene nichtstaatliche Auszeichnung.
Die Verleihung erfolgte vorwiegend an Angehörige der Deutschen Volkspolizei (VP) für ausgezeichnete Leistungen bei der Gewährleistung der öffentlichen Ordnung und Sicherheit sowie an die Freiwilligen Helfer der Volkspolizei (FH).
Das Abzeichen hat die Form eines langgezogenen Fünfecks, allerdings mit der Spitze nach unten und ist grün lackiert und besitzt goldene Ränder. In seinem oberen Drittel ist das goldene Staatswappen der DDR zu sehen, welches von der goldenen halbkreisförmigen Umschrift: FÜR DEN SCHUTZ DER ARBEITER-UND-BAUERN-MACHT umschlossen ist. Das Abzeichen selber wird dabei von zwei Lorbeerzweigen etwa in seiner Mitte umrahmt. Die Rückseite ist glatt und zeigt eine waagerecht angelötete Nadel mit Gegenhaken.